# 西黄村站 (地铁)
西黄村站是一个位于中国北京市石景山区苹果园街道田村路国铁西黄村站北側，属于北京地铁6号线的地铁车站，2018年12月30日随6号线西延通车而投入使用。

## 位置
西黄村站位于西五环外，田村路（东西向）和规划西黄村路、北工大北路（南北向）交汇处，呈东西走向布置。

## 结构

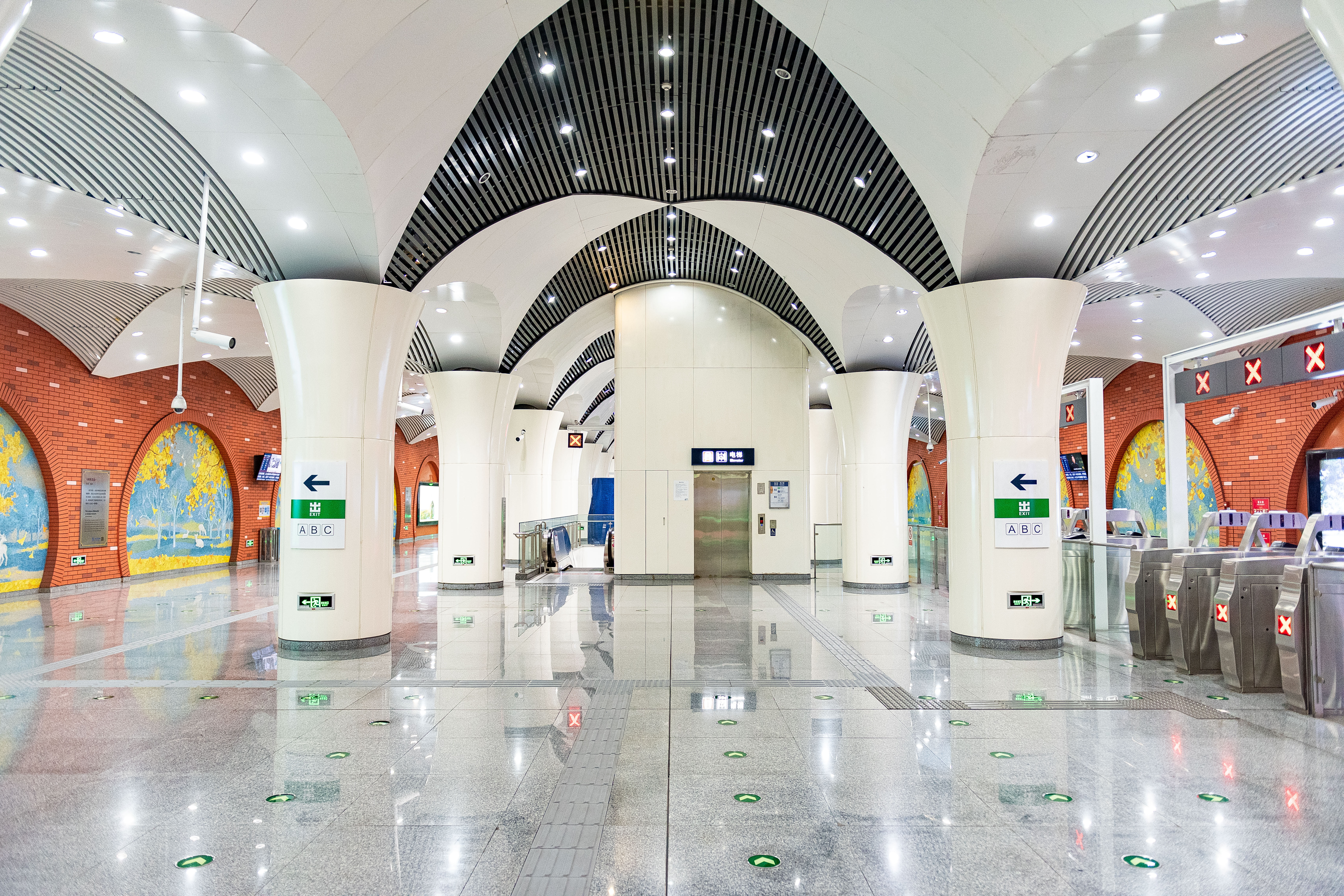
站厅（2021年6月）

西黄村站为地下车站，岛式站台设计，建筑面积1.17万平方米。
| 地面            | 街道                    | A-C出入口                        |
| 地下一层 站厅层 | 站厅                    | 客务中心、自动售票机、进出站闸机 |
| 地下二层 站台层 |                         | █ 6号线往金安桥（杨庄）          |
| 地下二层 站台层 | 岛式站台，左側開门      |                                  |
| 地下二层 站台层 | █ 6号线往潞城（廖公庄） |                                  |

车站站厅主色调为橘红色。内有一组共8幅壁画，主题为北京秋景图。

## 出入口
该站设有三个出入口。
|                       |        |                                                    |      |            |
| 编号                  | 指示   | 建议前往的目的地                                   | 照片 | 无障碍设施 |
| 出口 · A · 升降机标志 | 田村路 | 西黄村北里                                         |      |            |
| 出口 · B              | 田村路 | 雍景天成、西五环                                   |      | 不適用     |
| 出口 · C · 升降机标志 | 田村路 | 雍景四季、二十一世纪幼儿园、西黄村南里、军科院小区 |      |            |
| 註： 設有             |        |                                                    |      |            |

## 建造历史
该站由北京建工土木公司建造，采用浅埋暗挖法施工。位于西黄村桥头的加油站是唯一的风险点，加油站油库库底距隧道拱顶垂直距离仅18米。西黄村站施工过程中，沉降始终控制在13毫米内。
2018年11月16日，西黄新村东里社区的20多名居民在居委会和项目施工方北京建工土木公司的组织下，到西黄村站进行义务清扫。